# Полоцкая летопись
Полоцкая летопись — летопись, существование которой гипотетически допускается рядом историков, но которая не сохранилась. Могла быть составлена в Полоцке в XII веке. По мысли С. М. Соловьёва, В. Т. Пашуто, Л. В. Алексеевича, отрывки из этой летописи есть в Киевской летописи.
По мнению сторонников гипотезы, в пользу существования такой летописи свидетельствует рассказ в Киевской летописи (под 1159 годом) о возвращении на полоцкий престол ранее изгнанного полочанами Рогволода Борисовича. Рассказ составлен очевидцем с яркими деталями. Вторым доказательством, по их мнению, является фрагмент (под 1180 годом) из Ипатьевской летописи о походе киевских, черниговских, и полоцких князей совместно с новгородцами под Друцк, зависимый от смоленских князей (в то время смоленским князем был Давыд Ростиславич). О местной, полоцкой записи свидетельствует детализация — точная дата события, подробное перечисление князей.
О существовании летописания в Полоцке вообще сообщал В. Н. Татищев (начало XVIII века), который в своём труде «История Российская» упоминал о списке, принадлежавшем петербургскому архитектору П. М. Еропкину, и десять раз ссылался на содержание списка, который, однако, не дошёл до наших дней — исчез во время пожаров в Москве в 1812 году. Историк выписал только отдельные фрагменты, про остальное В. Н. Татищев отметил: «…много о полоцких, витебских и других князей писано, токмо я не имел времени всего выписать и потом не достал…».